# Хермонит
Хермони́т (ивр. הר חרמונית‎ Хар Хермонит, араб. تل الشيخ‎, Тель эль-Шейх) — гора вулканического происхождения на Голанских высотах. Наивысшая точка горы Хермонит — 1211 м над уровнем моря.

## Описание
Название горы Хермонит на арабском языке (Таль эль-Шейх), происходит от названия горы Хермон (Джебель эль-Шейх). Согласно традиции друзов, Таль эль-Шейх это жена Джебель эль-Шейх, и озеро Рам находится между ними, смотря голубым глазом на супругов и обеспечивая их верность друг другу. Эта параллель между горами Хермон и Хермонит продолжается и в названии на иврите (Хермонит на иврите означает «маленький Хермон»).
Большинство территории горы Хермонит занято заповедником Хермонит. Площадь заповедника составляет 1855 гектар.